# Вапнярка (Винницкая область)
Вапня́рка (укр. Вапнярка) — посёлок в Тульчинском районе Винницкой области Украины.

## Географическое положение
Посёлок расположен на Вапнярской волнистой равнине в 19 км от районного центра — г. Тульчина.
С посёлком сливаются села: Цаповка, Колоденка, Вербова, Кислицкое и Цыганка.

## История посёлка
Поселок Вапнярка возник в 70-х годах XIX в. Более 100 лет назад местность, на которой сейчас расположен посёлок, была покрыта лесом и кустарниками. Кроме жилищ одного-двух лесников, никаких зданий там не было. Своё название станция и посёлок получили от соседнего села Вапнярки (название от укр. вапняк — известняк), находящегося на расстоянии 14 километров.
26 мая 1870 г. началось регулярное движение пассажирских поездов через Вапнярку. После сооружения железной дороги открылись новые почтовые маршруты, один из них проходил от Тульчина к Вапняркe, которая в то время была небольшой железнодорожной станцией. Рядом с ней возник и посёлок. Когда в феврале 1899 г. проложили железнодорожную линию от Вапнярки к Христиновке, станция Вапнярка стала узловой. Вскоре здесь построили паровозное депо. К тому времени в депо работало 270 человек, часть из них жила в посёлке, остальные — в соседних с посёлком сёлах. С расширением станции значительно увеличилось число жителей посёлка. В начале XX в. в Вапнярке находилось 85 дворов и 750 жителей. В посёлке открыли почту, телеграф, аптеку, начала работать паровая мельница.
В 1919 г. в Вапнярке проходили тяжелые бои периода гражданской войны. Бои за Вапнярку 26—27 июля 1919 г. закончились победой армии УНР над РККА. В Вапнярской операции особенно отличились украинские артиллеристы — точной и быстрой стрельбой в контрбатарейной борьбе с бронепоездами противника, причём орудийная прислуга состояла в основном из канониров Черноморской флота. Наилучшим образом показала себя батарея легендарного сотника И. Шуры-Буры (в 1921 г. расстрелян под Базаром). Захват 3-й дивизией армии УНР станции Вапнярки улучшило общее положение украинских войск, которые планировали поход на Киев. За удачно проведённую операцию 3-я дивизия была официально удостоена названия «Железная». Полковник А. Удовиченко тогда получил телеграмму: «Сообщаю, что за высокую боеспособность и выносливость, за чрезвычайное рыцарство 3-й дивизии ей предоставлено название „Железная“. Именем Командарма поздравляю Железную дивизию и желаю ей дальнейшей боевой славы. Начальник штаба Армии полковник Тютюнник».
В бою погиб известный казак из 7-го Синего полка армии УНР, Шмуль Цибельман.
Позднее, осенью того же года, войска УНР под командованием Омеляновича-Павленко отбили под Вапняркой наступление белогвардейцев под командованием Розеншильда фон Паулина, но понесли тяжёлые потери.
В 1938 г. Вапнярка получила статус посёлка городского типа.
В ходе Великой Отечественной войны Вапнярка была оккупирована немецко-румынскими войсками.
В октябре 1941 г. в посёлке Вапнярка румыны создали лагерь, в который стали свозить еврейское население юго-запада Украины и Румынии, подлежащее тотальному истреблению. В основном это были евреи из города Одессы. Около двухсот евреев умерли в этом лагере от эпидемии тифа, оставшиеся были вывезены из лагеря двумя партиями под охраной офицеров сигуранцы и солдат румынской жандармерии. Позднее все они были расстреляны.
В 1942 г. 150 евреев из Буковины привезли в лагерь в Вапнярке. 16 сентября 1942 г. — ещё 1046 евреев. Около половины из них были изгнаны из своих домов по подозрению в принадлежности к коммунистической партии, а 554 евреев были привезены без каких-либо обоснованных обвинений. Примерно в это же время статус лагеря был изменён на концентрационный лагерь для политических заключённых, находящихся под прямым контролем румынского министра внутренних дел Дмитрия И. Попеску. На практике же лагерь Вапнярка был концентрационным лагерем для еврейских заключённых, никаких других политических подозреваемых не было, за исключением нескольких украинских осуждённых. Из 1179 евреев в лагере 107 были женщины, которые размещались в двух бараках, окруженных тройным рядом колючей проволоки.
Среди еврейских заключённых были 130 членов Румынской коммунистической партии, 200 социал-демократов, а также троцкисты и сионисты. Большинство заключённых были арестованы без указания какой-либо причины. Заключёнными был создан лагерный комитет, который пытался координировать элементарное выживание, несмотря на голод, болезни, тяжёлый труд, физическое и психологическое насилие. Были моменты, когда комендантом лагеря вводились ограничения даже на потребление заключёнными питьевой воды.
16 марта 1944 года в ходе Уманско-Ботошанской операции, Вапнярка была освобождена силами 16-го танкового корпуса 2-го Украинского фронта. 15-я мотострелковая бригада, 48-я, 107-я, 109-я и 164-я танковые бригады за эти бои и победы приказом Сталина получили почетное наименование «Вапнярских».
19 марта 1944 года было присвоено почетное наименование «Вапнярской» 164-й танковой бригаде (чьё имя и регалии приняла 4-я база). С 2009 года 4-я гвардейская Вапнярско-Берлинская Краснознамённая орденов Суворова и Кутузова военная база дислоцируется в Южной Осетии.

## Население
В январе 1989 года численность населения составляла 8523 человека.
На 2024 год численность населения составляла 7 000 человек.

## Известные жители
В селе Цаповка родился известный украинский художник Виталий Мурсалович Аликберов (1944 г.).
В Вапнярке родились:
- Логинов Виктор Сергеевич (1969 г.) — заслуженный электрик РФ.
- Василий Иванович Затула (1966 г.) — украинский географ-метеоролог, кандидат географических наук, доцент Киевского национального университета им. Тараса Шевченко.
- Александр Алексеевич Соленцов (1953 г.) — украинский фотохудожник, заслуженный деятель искусств Украины.
- Дарченко Максим Михайлович (1931 г.) — украинский актёр, с премией дарвина.

В период с 1920 г. по 1923 г. в железнодорожном депо станции Вапнярка трудился выдающийся советский военачальник, генерал армии, дважды Герой Советского Союза Иван Данилович Черняховский (1906—1945)

## Экономика
На территории Вапнярки и в районе её окрестностей работают несколько заводов: Вапнярский молокозавод, Вапнярский хлебзавод, Вапнярский комбинат хлебопродуктов (элеватор), который относится к европейской группе компаний «Топфер».

## Транспорт
Вапнярка является железнодорожным узлом и последней станцией Одесской железной дороги (дальше начинается Юго-Западная железная дорога).

## Религия
В посёлке действуют Свято-Феодоровский мужской монастырь Православной церкви Украины, а также Параскевинский храм и храм Апостола Андрея Первозванного Томашпольского благочиния Могилёв-Подольской епархии Украинской православной церкви.